# Jonathan Greenard
Jonathan Raymond Greenard (geboren am 25. Mai 1997 in Hiram, Georgia) ist ein US-amerikanischer American-Football-Spieler auf der Position des Outside Linebackers. Er spielte College Football für die University of Louisville und die University of Florida und steht seit 2024 bei den Minnesota Vikings in der National Football League (NFL) unter Vertrag. Zuvor spielte Greenard von 2020 bis 2023 für die Houston Texans.

## College
Greenard wuchs in Hiram, Georgia, auf und spielte an der örtlichen Highschool Football als Tight End sowie als Linebacker. Ab 2015 ging Greenard auf die University of Louisville, um College Football für die Louisville Cardinals zu spielen. Nach einem Redshirtjahr verzeichnete Greenard in zwölf Spielen 22 Tackles und 22,5 Sacks. Im Bowl Game zum Saisonabschluss war er erstmals Starter. In der Saison 2017 stand Greenard in fünf von 13 Spielen von Beginn an auf dem Feld. Dabei führte er sein Team mit 15,5 Tackles for Loss an und verzeichnete mit sieben Sacks den geteilten Bestwert in seinem Team. In der Saison 2018 zog Greenard sich am ersten Spieltag gegen die Alabama Crimson Tide eine Verletzung am Handgelenk zu und fiel daher für den Rest der Saison aus.
Zur Saison 2019 wechselte Greenard nach seinem Abschluss in Louisville zu den Florida Gators der University of Florida. Er absolvierte 12 Spiele für die Gators, in denen er 9,5 Sacks und 15,5 Tackles for Loss verzeichnete, in dieser Saison jeweils Bestwerte in der Southeastern Conference (SEC). Er wurde in das All-Star-Team der SEC gewählt. Insgesamt bestritt Greenard in seiner College-Karriere 38 Spiele.

## NFL
Im NFL Draft 2020 wurde Greenard in der dritten Runde an 90. Stelle von den Houston Texans ausgewählt. Als Rookie kam er in 13 Spielen als Outside Linebacker zum Einsatz und verzeichnete einen Sack. In der Saison 2021 wechselten die Texans unter dem neuen Head Coach Lovie Smith zu einer 4-3 Defense, sodass Greenard von da an für Houston als Defensive End spielte. Er führte sein Team in seinem zweiten Jahr in der NFL mit acht Sacks an, dabei verpasste er fünf Spiele verletzungsbedingt.
Aufgrund einer Wadenverletzung konnte er 2022 nur acht Spiele bestreiten und verzeichnete lediglich 1,5 Sacks. In der Saison 2023 führte Greenard sein Team mit 12,5 Sacks und 15 Tackles für Raumverlust an. Die letzten beiden Spiele der Regular Season verpasste er, nachdem er sich am 16. Spieltag eine Knöchelverletzung zugezogen hatte. Greenard erreichte in seiner letzten Saison mit den Texans erstmal die Play-offs, nachdem das Team in den drei vorigen Spielzeiten zu den schwächsten der Liga gehört hatte. Dort erreichten sie die Divisional Round, in der sie gegen die Baltimore Ravens ausschieden.
Im März 2024 unterschrieb Greenard einen Vierjahresvertrag im Wert von 76 Millionen US-Dollar bei den Minnesota Vikings. Greenard wurde am dritten Spieltag der Saison 2024 als NFC Defensive Player of the Week ausgezeichnet, als er beim Wiedersehen mit seinem ehemaligen Team, den Texans, drei Sacks gegen C. J. Stroud erzielen konnte. Darüber hinaus wurde Greenard als NFC Defensive Player of the Month im Monat November ausgezeichnet und am Saisonende erstmals in den Pro Bowl gewählt. Insgesamt gelangen ihm in seiner ersten Saison für Minnesota 12 Sacks, 18 Tackles for Loss, vier erzwungene Fumbles und drei abgewehrte Pässe.

### NFL-Statistiken
| Saison                             | Saison | Spiele | Spiele      | Tackles | Tackles | Tackles | Tackles | Interceptions | Interceptions | Interceptions | Interceptions | Interceptions | Fumbles | Fumbles | Fumbles |
| Jahr                               | Team   | Spiele | als Starter | Gesamt  | Solo    | Ast     | Sacks   | PD            | INT           | Yds           | Lng           | TD            | FF      | FR      | TD      |
| ---------------------------------- | ------ | ------ | ----------- | ------- | ------- | ------- | ------- | ------------- | ------------- | ------------- | ------------- | ------------- | ------- | ------- | ------- |
| 2020                               | HOU    | 13     | 1           | 19      | 10      | 9       | 1,0     | 1             | 0             | 0             | 0             | 0             | 0       | 0       | 0       |
| 2021                               | HOU    | 12     | 12          | 33      | 23      | 10      | 8,0     | 4             | 0             | 0             | 0             | 0             | 2       | 0       | 0       |
| 2022                               | HOU    | 8      | 4           | 16      | 9       | 7       | 1,5     | 1             | 1             | 39            | 39            | 1             | 0       | 1       | 0       |
| 2023                               | HOU    | 15     | 15          | 52      | 36      | 16      | 12,5    | 2             | 0             | 0             | 0             | 0             | 1       | 0       | 0       |
| 2024                               | MIN    | 17     | 17          | 59      | 41      | 18      | 12,0    | 3             | 0             | 0             | 0             | 0             | 4       | 0       | 0       |
| Gesamt                             | Gesamt | 65     | 49          | 179     | 119     | 60      | 35,0    | 11            | 1             | 39            | 39            | 1             | 7       | 1       | 0       |
| Quelle: pro-football-reference.com |        |        |             |         |         |         |         |               |               |               |               |               |         |         |         |